# KCNK3
KCNK3 (« Potassium channel subfamily K member 3 ») est une protéine formant un canal potassique à deux pores. Son autre nom est le TASK-1. Elle est codée par le gène KCNK3 situé sur le chromosome 2 humain.

## Rôles
Elle est présente dans les cellules musculaires lisses des artères pulmonaires où elle est sensible à l'hypoxie (manque d'oxygène) et interviendrait dans le tonus musculaire.
Elle interviendrait dans la vasoconstriction induite par l'endothéline-1.

## Cible médicale
Elle est activée par certains anesthésiques gazeux comme l'halothane ou l'isoflurane.
Elle est stimulée par le tréprostinil et serait le mécanisme de son activité vasodilatatrice.  

## En médecine
Plusieurs mutations ont été décrites, entraînant la formation d'une protéine non fonctionnelle. Ces mutations peuvent être responsable d'une hypertension artérielle pulmonaire dont la transmission est de type autosomique dominante à pénétrance variable.
Même en l'absence d'hypertension artérielle pulmonaire, l'expression du gène est réduite dans les cellules musculaires des artères pulmonaires, favorisant la vasoconstriction, l'inflammation et la prolifération de ces cellules.